# Члены Сената Австралии (2014—2017)
Список членов Сената Австралии с 2014 по 2017 год включает в себя сенаторов, избранных на федеральных выборах 2010 года (2011—2017) и 2013 года (2014—2020). Сенат включает в себя 76 депутатов: по 12 от каждого штата и по два от Австралийской столичной территории и Северной территории.

## Распределение мест
Правительство (33):
- Коалиция (33):
  -      Либералы (23)
  -      Либералы Квинсленда (6)*
  -      Националы (3)
  -      Аграрии (1)

Оппозиция (25):
- Лейбористы (25)

Кросс-бенчеры (18):
- Зелёные (10)
- Палмеры (2)
- Автомобилисты (1)
- Либерал-демократы (1)
- Семьянины (1)
- Независимые (3)

## Сенаторы
Список сенаторов приведён по состоянию на 16 октября 2014 года:
| Сенатор                     | Партия | Партия                                             | Штат или территория                | Начало          | Конец | Данные                                                         |
| --------------------------- | ------ | -------------------------------------------------- | ---------------------------------- | --------------- | ----- | -------------------------------------------------------------- |
| Абетц, Эрик                 |        | Либеральная партия Австралии                       | Тасмания                           | 1994            | 2017  | Биография Архивная копия от 25 октября 2014 на Wayback Machine |
| Бэк, Крис                   |        | Либеральная партия Австралии                       | Западная Австралия                 | 2009            | 2017  | Биография Архивная копия от 25 октября 2014 на Wayback Machine |
| Бернарди, Кори              |        | Либеральная партия Австралии                       | Южная Австралия                    | 2006            | 2020  | Биография Архивная копия от 25 октября 2014 на Wayback Machine |
| Бильк, Катрина              |        | Австралийская лейбористская партия                 | Тасмания                           | 2008            | 2020  | Биография Архивная копия от 25 октября 2014 на Wayback Machine |
| Бирмингем, Саймон           |        | Либеральная партия Австралии                       | Южная Австралия                    | 2007            | 2020  | Биография Архивная копия от 25 октября 2014 на Wayback Machine |
| Брандис, Джордж             |        | Либеральная национальная партия Квинсленда б       | Квинсленд                          | 2000            | 2017  | Биография Архивная копия от 19 октября 2014 на Wayback Machine |
| Браун, Кэрол                |        | Австралийская лейбористская партия                 | Тасмания                           | 2005            | 2020  | Биография Архивная копия от 25 октября 2014 на Wayback Machine |
| Баллок, Джо                 |        | Австралийская лейбористская партия                 | Западная Австралия                 | 2014            | 2020  | Биография Архивная копия от 24 апреля 2016 на Wayback Machine  |
| Башби, Дэвид                |        | Либеральная партия Австралии                       | Тасмания                           | 2007            | 2020  | Биография Архивная копия от 12 августа 2014 на Wayback Machine |
| Кэмерон, Дуг                |        | Австралийская лейбористская партия                 | Новый Южный Уэльс                  | 2008            | 2020  | Биография Архивная копия от 25 октября 2014 на Wayback Machine |
| Канаван, Мэттью             |        | Либеральная национальная партия Квинсленда б       | Квинсленд                          | 2014            | 2020  | Биография Архивная копия от 25 октября 2014 на Wayback Machine |
| Карр, Ким                   |        | Австралийская лейбористская партия                 | Виктория                           | 1993            | 2017  | Биография Архивная копия от 4 мая 2018 на Wayback Machine      |
| Кэш, Микаэлла               |        | Либеральная партия Австралии                       | Западная Австралия                 | 2008            | 2020  | Биография Архивная копия от 25 октября 2014 на Wayback Machine |
| Колбек, Ричард              |        | Либеральная партия Австралии                       | Тасмания                           | 2002            | 2020  | Биография Архивная копия от 25 октября 2014 на Wayback Machine |
| Коллинз, Джакинта           |        | Австралийская лейбористская партия                 | Виктория                           | 1995-2005, 2008 | 2020  | Биография Архивная копия от 25 октября 2014 на Wayback Machine |
| Конрой, Стивен              |        | Австралийская лейбористская партия                 | Виктория                           | 1996            | 2017  | Биография Архивная копия от 22 мая 2019 на Wayback Machine     |
| Корманн, Матиас             |        | Либеральная партия Австралии                       | Западная Австралия                 | 2008            | 2017  | Биография Архивная копия от 25 октября 2014 на Wayback Machine |
| Дастьяри, Сэм               |        | Австралийская лейбористская партия                 | Новый Южный Уэльс                  | 2013            | 2017  | Биография Архивная копия от 25 октября 2014 на Wayback Machine |
| Дэй, Боб                    |        | Семья прежде всего                                 | Южная Австралия                    | 2014            | 2020  | Биография Архивная копия от 25 октября 2014 на Wayback Machine |
| Ди Наталь, Ричард           |        | Австралийская партия зелёных                       | Виктория                           | 2011            | 2017  | Биография Архивная копия от 25 октября 2014 на Wayback Machine |
| Эдвардс, Шон                |        | Либеральная партия Австралии                       | Южная Австралия                    | 2011            | 2017  | Биография Архивная копия от 25 октября 2014 на Wayback Machine |
| Фолкнер, Джонд              |        | Австралийская лейбористская партия                 | Новый Южный Уэльс                  | 1989            | 2015  | Биография Архивная копия от 12 августа 2014 на Wayback Machine |
| Фаукетт, Дэвид              |        | Либеральная партия Австралии                       | Южная Австралия                    | 2011            | 2017  | Биография Архивная копия от 12 августа 2014 на Wayback Machine |
| Фьерраванти-Уэллс, Кончетта |        | Либеральная партия Австралии                       | Новый Южный Уэльс                  | 2005            | 2017  | Биография Архивная копия от 25 октября 2014 на Wayback Machine |
| Фифилд, Митч                |        | Либеральная партия Австралии                       | Виктория                           | 2004            | 2020  | Биография Архивная копия от 25 октября 2014 на Wayback Machine |
| Галлахер, Алекс             |        | Австралийская лейбористская партия                 | Южная Австралия                    | 2011            | 2017  | Биография Архивная копия от 25 октября 2014 на Wayback Machine |
| Хансон-Янг, Сара            |        | Австралийская партия зелёных                       | Южная Австралия                    | 2008            | 2020  | Биография Архивная копия от 25 октября 2014 на Wayback Machine |
| Хеффернан, Билл             |        | Либеральная партия Австралии                       | Новый Южный Уэльс                  | 1996            | 2017  | Биография Архивная копия от 25 октября 2014 на Wayback Machine |
| Джонстон, Дэвид             |        | Либеральная партия Австралии                       | Западная Австралия                 | 2002            | 2020  | Биография Архивная копия от 30 октября 2016 на Wayback Machine |
| Кеттер, Крис                |        | Австралийская лейбористская партия                 | Квинсленд                          | 2014            | 2020  | Биография Архивная копия от 3 октября 2020 на Wayback Machine  |
| Лэмби, Жак                  |        | Палмеровская объединённая партия/независимыйг      | Тасмания                           | 2014            | 2020  | Биография Архивная копия от 29 октября 2014 на Wayback Machine |
| Лазарус, Гленн              |        | Палмеровская объединённая партия                   | Квинсленд                          | 2014            | 2020  | Биография Архивная копия от 25 октября 2014 на Wayback Machine |
| Леонхьельм, Дэвид           |        | Либерально-демократическая партия                  | Новый Южный Уэльс                  | 2014            | 2020  | Биография Архивная копия от 16 октября 2014 на Wayback Machine |
| Лайнс, Сью                  |        | Австралийская лейбористская партия                 | Западная Австралия                 | 2013            | 2017  | Биография Архивная копия от 25 октября 2014 на Wayback Machine |
| Ладлэм, Скотт               |        | Австралийская партия зелёных                       | Западная Австралия                 | 2008            | 2020  | Биография Архивная копия от 25 октября 2014 на Wayback Machine |
| Людвиг, Джо                 |        | Австралийская лейбористская партия                 | Квинсленд                          | 1999            | 2017  | Биография Архивная копия от 25 октября 2014 на Wayback Machine |
| Ланди, Кейт                 |        | Австралийская лейбористская партия                 | Австралийская столичная территория | 1996            | 2016  | Биография Архивная копия от 25 октября 2014 на Wayback Machine |
| Макдональд, Иэн             |        | Либеральная национальная партия Квинсленда б       | Квинсленд                          | 1990            | 2020  | Биография Архивная копия от 25 октября 2014 на Wayback Machine |
| Мадиган, Джон               |        | Демократическая лейбористская партия/независимый в | Виктория                           | 2011            | 2017  | Биография Архивная копия от 2 апреля 2015 на Wayback Machine   |
| Маршалл, Гэвин              |        | Австралийская лейбористская партия                 | Виктория                           | 2002            | 2020  | Биография Архивная копия от 25 октября 2014 на Wayback Machine |
| Мэсон, Бретт                |        | Либеральная национальная партия Квинсленда б       | Квинсленд                          | 1999            | 2017  | Биография Архивная копия от 23 ноября 2015 на Wayback Machine  |
| Макэвен, Энн                |        | Австралийская лейбористская партия                 | Южная Австралия                    | 2005            | 2017  | Биография Архивная копия от 25 октября 2014 на Wayback Machine |
| Макграт, Джеймс             |        | Либеральная национальная партия Квинсленда б       | Квинсленд                          | 2014            | 2020  | Биография Архивная копия от 25 октября 2014 на Wayback Machine |
| Маккензи, Бриджет           |        | Национальная партия Австралии                      | Виктория                           | 2011            | 2017  | Биография Архивная копия от 25 октября 2014 на Wayback Machine |
| Маклукас, Ян                |        | Австралийская лейбористская партия                 | Квинсленд                          | 1999            | 2017  | Биография Архивная копия от 25 октября 2014 на Wayback Machine |
| Милн, Кристин               |        | Австралийская партия зелёных                       | Тасмания                           | 2005            | 2017  | Биография Архивная копия от 25 октября 2014 на Wayback Machine |
| Мур, Клэр                   |        | Австралийская лейбористская партия                 | Квинсленд                          | 2002            | 2020  | Биография Архивная копия от 25 октября 2014 на Wayback Machine |
| Муир, Рикки                 |        | Австралийская партия автомобилистов-энтузиастов    | Виктория                           | 2014            | 2020  | Биография Архивная копия от 25 октября 2014 на Wayback Machine |
| Нэш, Фиона                  |        | Национальная партия Австралии                      | Новый Южный Уэльс                  | 2005            | 2017  | Биография Архивная копия от 21 октября 2014 на Wayback Machine |
| О'Нейлл, Дебора             |        | Австралийская лейбористская партия                 | Новый Южный Уэльс                  | 2013            | 2020  | Биография Архивная копия от 25 октября 2014 на Wayback Machine |
| О'Салливан, Барри           |        | Либеральная национальная партия Квинсленда б       | Квинсленд                          | 2014            | 2017  | Биография Архивная копия от 25 октября 2014 на Wayback Machine |
| Пэйн, Марис                 |        | Либеральная партия Австралии                       | Новый Южный Уэльс                  | 1997            | 2020  | Биография Архивная копия от 7 июня 2020 на Wayback Machine     |
| Пэрри, Стивен               |        | Либеральная партия Австралии                       | Тасмания                           | 2005            | 2017  | Биография Архивная копия от 25 октября 2014 на Wayback Machine |
| Перис, Нова                 |        | Австралийская лейбористская партия                 | Северная территория                | 2013            | 2016  | Биография Архивная копия от 25 октября 2014 на Wayback Machine |
| Полли, Хелен                |        | Австралийская лейбористская партия                 | Тасмания                           | 2005            | 2017  | Биография Архивная копия от 25 октября 2014 на Wayback Machine |
| Рейнолдс, Линда             |        | Либеральная партия Австралии                       | Западная Австралия                 | 2014            | 2020  | Биография Архивная копия от 25 октября 2014 на Wayback Machine |
| Рианнон, Ли                 |        | Австралийская партия зелёных                       | Новый Южный Уэльс                  | 2011            | 2017  | Биография Архивная копия от 25 октября 2014 на Wayback Machine |
| Райс, Джанет                |        | Австралийская партия зелёных                       | Виктория                           | 2014            | 2020  | Биография Архивная копия от 25 октября 2014 на Wayback Machine |
| Рональдсон, Майкл           |        | Либеральная партия Австралии                       | Виктория                           | 2005            | 2017  | Биография Архивная копия от 25 октября 2014 на Wayback Machine |
| Растон, Энн                 |        | Либеральная партия Австралии                       | Южная Австралия                    | 2012            | 2017  | Биография Архивная копия от 25 октября 2014 на Wayback Machine |
| Райан, Скотт                |        | Либеральная партия Австралии                       | Виктория                           | 2008            | 2020  | Биография Архивная копия от 25 октября 2014 на Wayback Machine |
| Скаллион, Найджел           |        | Аграрная либеральная партия а                      | Северная территория                | 2001            | 2016  | Биография Архивная копия от 25 октября 2014 на Wayback Machine |
| Сеселджа, Зед               |        | Либеральная партия Австралии                       | Австралийская столичная территория | 2013            | 2016  | Биография Архивная копия от 25 октября 2014 на Wayback Machine |
| Сайуэрт, Рэйчел             |        | Австралийская партия зелёных                       | Западная Австралия                 | 2005            | 2017  | Биография Архивная копия от 25 октября 2014 на Wayback Machine |
| Сингх, Лиза                 |        | Австралийская лейбористская партия                 | Тасмания                           | 2011            | 2017  | Биография Архивная копия от 25 октября 2014 на Wayback Machine |
| Синодинос, Артур            |        | Либеральная партия Австралии                       | Новый Южный Уэльс                  | 2011            | 2020  | Биография Архивная копия от 25 октября 2014 на Wayback Machine |
| Смит, Дин                   |        | Либеральная партия Австралии                       | Западная Австралия                 | 2012            | 2017  | Биография Архивная копия от 25 октября 2014 на Wayback Machine |
| Стерле, Гленн               |        | Австралийская лейбористская партия                 | Западная Австралия                 | 2005            | 2017  | Биография Архивная копия от 25 октября 2014 на Wayback Machine |
| Ургухарт, Энн               |        | Австралийская лейбористская партия                 | Тасмания                           | 2011            | 2017  | Биография Архивная копия от 25 октября 2014 на Wayback Machine |
| Ванг, Женя                  |        | Палмеровская объединённая партия                   | Западная Австралия                 | 2014            | 2020  | Биография Архивная копия от 6 сентября 2015 на Wayback Machine |
| Уотерс, Ларисса             |        | Австралийская партия зелёных                       | Квинсленд                          | 2011            | 2017  | Биография Архивная копия от 25 октября 2014 на Wayback Machine |
| Уиш-Уилсон, Питер           |        | Австралийская партия зелёных                       | Тасмания                           | 2012            | 2020  | Биография Архивная копия от 25 октября 2014 на Wayback Machine |
| Уильямс, Джон               |        | Национальная партия Австралии                      | Новый Южный Уэльс                  | 2008            | 2020  | Биография Архивная копия от 25 октября 2014 на Wayback Machine |
| Вонг, Пенни                 |        | Австралийская лейбористская партия                 | Южная Австралия                    | 2002            | 2020  | Биография Архивная копия от 1 августа 2012 на Wayback Machine  |
| Райт, Пенни                 |        | Австралийская партия зелёных                       | Южная Австралия                    | 2011            | 2017  | Биография Архивная копия от 25 октября 2014 на Wayback Machine |
| Ксенофон, Ник               |        | независимый                                        | Южная Австралия                    | 2008            | 2020  | Биография Архивная копия от 25 октября 2014 на Wayback Machine |

## Комментарии
а ↑  Сенатор от Северной территории Найджел Скаллион является единственным представителем Аграрной либеральной партии — региональном эквиваленте Национальной и Либеральной партий. Он занимает место в зале Национальной партии и работает заместителем руководителя Национальной партии в Сенате.
б ↑  Для заседаний Либеральной национальной партии Квинсленда. Сенаторы Брандис, Мейсон, Макграт и Макдональд заседают в зале Либеральной партии. Сенаторы Канаван и О’Салливан — в зале Национальной партии.
в ↑  4 сентября 2014 года Мадиган от Виктории вышел из Демократической лейбористской партии и стал независимым сенатором.
г ↑  24 ноября 2014 года Жак Лэмби вышел из Палмеровской объединённой партии и стал независимым сенатором.
д ↑  6 февраля 2015 года Джон Фолкнер ушёл в отставку из Сената.